# Nederlandse Voedsel- en Warenautoriteit
De Nederlandse Voedsel- en Warenautoriteit (NVWA) is een Nederlands agentschap dat als kerntaak heeft het toezicht houden bij bedrijven en instellingen op de naleving van wetten en voorschriften. Hiervoor heeft de organisatie dierenartsen, inspecteurs en toezichthouders in dienst die op verscheidene terreinen op de naleving toezien en zo nodig sancties opleggen.
De NVWA functioneert onder de verantwoordelijkheid van het ministerie van Landbouw, Natuur en Voedselkwaliteit (LNV). De opdrachtgevers zijn dit ministerie en het ministerie van Volksgezondheid, Welzijn en Sport (VWS). Tot 2002 viel de NVWA ook onder het VWS.

## Wetgeving
De organisatie houdt onder meer toezicht op de naleving van de volgende nationale wetten:
- de Warenwet
- de Tabaks- en rookwarenwet
- de Wet dieren
- de Wet natuurbescherming
- de Gezondheids- en welzijnswet voor dieren
- de Geneesmiddelenwet
- en allerlei algemene maatregelen van bestuur (AMvB's) zoals:
  - het Warenwetbesluit algemene productveiligheid
  - het Warenwetbesluit algemene chemische productveiligheid
  - het Warenwetbesluit attractie- en speeltoestellen
  - het Warenwetbesluit machines
  - het Warenwetbesluit elektrisch materiaal
  - het Warenwetbesluit speelgoed 2011
  - het Warenwetbesluit kinderbedden en -boxen
  - het Warenwetbesluit persoonlijke beschermingsmiddelen
  - het Besluit draagbaar klimmaterieel
  - het Warenwetbesluit gastoestellen
  - het Warenwetbesluit verpakkingen en gebruiksartikelen
  - het Warenwetbesluit cosmetische producten 2011
  - het Besluit etikettering energieverbruik energiegerelateerde producten

Verder houdt de NVWA ook toezicht op de naleving van Europese wetgeving zoals:
- Verordening 852/2004 inzake levensmiddelenhygiëne
- Verordening 853/2004 houdende vaststelling van specifieke hygiënevoorschriften voor levensmiddelen van dierlijke oorsprong
- Verordening 882/2004 inzake officiële controles op de naleving van de wetgeving inzake diervoeders en levensmiddelen en de voorschriften inzake diergezondheid en dierenwelzijn
- Verordening 854/2004 houdende vaststelling van specifieke voorschriften voor de organisatie van de officiële controles van voor menselijke consumptie bestemde producten van dierlijke oorsprong
- Verordening 1099/2009 inzake de bescherming van dieren bij het doden

De NVWA brengt ook (gevraagd en ongevraagd) adviezen uit voor de opdrachtgevende ministeries.
Tot 2013 hield de NVWA volledig toezicht op de Drank- en Horecawet. Sinds 2013 houden de gemeenten voor het grootste deel toezicht op de naleving van deze wet, die inmiddels Alcoholwet heet.

## Werkterrein
De missie van de NVWA luidt: "De NVWA, omdat we staan voor de veiligheid van voedsel en consumentenproducten, dierenwelzijn en natuur". Meer concreet gesteld houdt de dienst toezicht op de veiligheid van eet- en drinkwaren, op het doden van dieren in slachthuizen, roken op de werkplek, roken in de horeca en in openbare gebouwen. Ook de veiligheid van speelgoed, cosmetica, machines, elektrische apparaten, gastoestellen, kermisattracties en attractieparken, speeltoestellen, huishoudchemicaliën, ladders en trappen, kinderbedden en -boxen, kleding en textiel valt onder het toezicht van de NVWA. Sinds 2011 is ook de controle op het energielabel van huishoudelijke apparatuur een taak van de NVWA (daarvoor werden de controles door de Belastingdienst verricht).

## Geschiedenis
|  |  |  |  | Keuringsdienst van Waren (1893) | Keuringsdienst van Waren (1893) | Keuringsdienst van Waren (1893) | Keuringsdienst van Waren (1893) | Keuringsdienst van Waren (1893)                                  | Keuringsdienst van Waren (1893)                                  |                                                                                              |                                                                  | Inspectie Levensmiddelen Inspectie Drankwet                      | Inspectie Levensmiddelen Inspectie Drankwet                      | Inspectie Levensmiddelen Inspectie Drankwet | Inspectie Levensmiddelen Inspectie Drankwet | Inspectie Levensmiddelen Inspectie Drankwet | Inspectie Levensmiddelen Inspectie Drankwet |  |  | Gemeentelijke vleeskeuringsdiensten                 | Gemeentelijke vleeskeuringsdiensten                 | Gemeentelijke vleeskeuringsdiensten                 | Gemeentelijke vleeskeuringsdiensten                 | Gemeentelijke vleeskeuringsdiensten                 | Gemeentelijke vleeskeuringsdiensten                 |  |  |  |  | Centrale Crisis Controle Dienst (1934) | Centrale Crisis Controle Dienst (1934) | Centrale Crisis Controle Dienst (1934) | Centrale Crisis Controle Dienst (1934) | Centrale Crisis Controle Dienst (1934) | Centrale Crisis Controle Dienst (1934) |  |  |  |  |  |  | Plantenziektenkundige Dienst (1899) | Plantenziektenkundige Dienst (1899) | Plantenziektenkundige Dienst (1899) | Plantenziektenkundige Dienst (1899) | Plantenziektenkundige Dienst (1899) | Plantenziektenkundige Dienst (1899) |
|  |  |  |  | Keuringsdienst van Waren (1893) | Keuringsdienst van Waren (1893) | Keuringsdienst van Waren (1893) | Keuringsdienst van Waren (1893) | Keuringsdienst van Waren (1893)                                  | Keuringsdienst van Waren (1893)                                  |                                                                                              |                                                                  | Inspectie Levensmiddelen Inspectie Drankwet                      | Inspectie Levensmiddelen Inspectie Drankwet                      | Inspectie Levensmiddelen Inspectie Drankwet | Inspectie Levensmiddelen Inspectie Drankwet | Inspectie Levensmiddelen Inspectie Drankwet | Inspectie Levensmiddelen Inspectie Drankwet |  |  | Gemeentelijke vleeskeuringsdiensten                 | Gemeentelijke vleeskeuringsdiensten                 | Gemeentelijke vleeskeuringsdiensten                 | Gemeentelijke vleeskeuringsdiensten                 | Gemeentelijke vleeskeuringsdiensten                 | Gemeentelijke vleeskeuringsdiensten                 |  |  |  |  | Centrale Crisis Controle Dienst (1934) | Centrale Crisis Controle Dienst (1934) | Centrale Crisis Controle Dienst (1934) | Centrale Crisis Controle Dienst (1934) | Centrale Crisis Controle Dienst (1934) | Centrale Crisis Controle Dienst (1934) |  |  |  |  |  |  | Plantenziektenkundige Dienst (1899) | Plantenziektenkundige Dienst (1899) | Plantenziektenkundige Dienst (1899) | Plantenziektenkundige Dienst (1899) | Plantenziektenkundige Dienst (1899) | Plantenziektenkundige Dienst (1899) |
|  |  |  |  |                                 |                                 |                                 |                                 |                                                                  |                                                                  |                                                                                              |                                                                  |                                                                  |                                                                  | |                                             |                                             |                                             |  |  |                                                     |                                                     |                                                     |                                                     |                                                     |                                                     |  |  |  |  |                                        |                                        |                                        |                                        |                                        |                                        |  |  |  |  |  |  |                                     |                                     |                                     |                                     |                                     |                                     |
|  |  |  |  |                                 |                                 |                                 |                                 | Inspectie Gezondheidsbescherming/Keuringsdienst van Waren (1990) | Inspectie Gezondheidsbescherming/Keuringsdienst van Waren (1990) | Inspectie Gezondheidsbescherming/Keuringsdienst van Waren (1990)                             | Inspectie Gezondheidsbescherming/Keuringsdienst van Waren (1990) | Inspectie Gezondheidsbescherming/Keuringsdienst van Waren (1990) | Inspectie Gezondheidsbescherming/Keuringsdienst van Waren (1990) | |                                             |                                             |                                             |  |  | Rijksdienst voor de keuring van Vee en Vlees (1980) | Rijksdienst voor de keuring van Vee en Vlees (1980) | Rijksdienst voor de keuring van Vee en Vlees (1980) | Rijksdienst voor de keuring van Vee en Vlees (1980) | Rijksdienst voor de keuring van Vee en Vlees (1980) | Rijksdienst voor de keuring van Vee en Vlees (1980) |  |  |  |  | Algemene Inspectiedienst (1954)        | Algemene Inspectiedienst (1954)        | Algemene Inspectiedienst (1954)        | Algemene Inspectiedienst (1954)        | Algemene Inspectiedienst (1954)        | Algemene Inspectiedienst (1954)        |  |  |  |  |  |  |                                     |                                     |                                     |                                     |                                     |                                     |
|  |  |  |  |                                 |                                 |                                 |                                 | Inspectie Gezondheidsbescherming/Keuringsdienst van Waren (1990) | Inspectie Gezondheidsbescherming/Keuringsdienst van Waren (1990) | Inspectie Gezondheidsbescherming/Keuringsdienst van Waren (1990)                             | Inspectie Gezondheidsbescherming/Keuringsdienst van Waren (1990) | Inspectie Gezondheidsbescherming/Keuringsdienst van Waren (1990) | Inspectie Gezondheidsbescherming/Keuringsdienst van Waren (1990) | |                                             |                                             |                                             |  |  | Rijksdienst voor de keuring van Vee en Vlees (1980) | Rijksdienst voor de keuring van Vee en Vlees (1980) | Rijksdienst voor de keuring van Vee en Vlees (1980) | Rijksdienst voor de keuring van Vee en Vlees (1980) | Rijksdienst voor de keuring van Vee en Vlees (1980) | Rijksdienst voor de keuring van Vee en Vlees (1980) |  |  |  |  | Algemene Inspectiedienst (1954)        | Algemene Inspectiedienst (1954)        | Algemene Inspectiedienst (1954)        | Algemene Inspectiedienst (1954)        | Algemene Inspectiedienst (1954)        | Algemene Inspectiedienst (1954)        |  |  |  |  |  |  |                                     |                                     |                                     |                                     |                                     |                                     |
|  |  |  |  |                                 |                                 |                                 |                                 |                                                                  |                                                                  |                                                                                              |                                                                  |                                                                  |                                                                  | |                                             |                                             |                                             |  |  |                                                     |                                                     |                                                     |                                                     |                                                     |                                                     |  |  |  |  |                                        |                                        |                                        |                                        |                                        |                                        |  |  |  |  |  |  |                                     |                                     |                                     |                                     |                                     |                                     |
|  |  |  |  |                                 |                                 |                                 |                                 |                                                                  |                                                                  | Inspectie Waren en Veterinaire Zaken (1998) Keuringsdienst van Waren Veterinair Toezicht RVV |                                                                  |                                                                  |                                                                  | |                                             |                                             |                                             |  |  |                                                     |                                                     |                                                     |                                                     |                                                     |                                                     |  |  |  |  |                                        |                                        |                                        |                                        |                                        |                                        |  |  |  |  |  |  |                                     |                                     |                                     |                                     |                                     |                                     |
|  |  |  |  |                                 |                                 |                                 |                                 |                                                                  |                                                                  |                                                                                              |                                                                  |                                                                  |                                                                  | |                                             |                                             |                                             |  |  |                                                     |                                                     |                                                     |                                                     |                                                     |                                                     |  |  |  |  |                                        |                                        |                                        |                                        |                                        |                                        |  |  |  |  |  |  |                                     |                                     |                                     |                                     |                                     |                                     |
|  |  |  |  |                                 |                                 |                                 |                                 |                                                                  |                                                                  |                                                                                              |                                                                  |                                                                  |                                                                  | |                                             |                                             |                                             |  |  |                                                     |                                                     |                                                     |                                                     |                                                     |                                                     |  |  |  |  |                                        |                                        |                                        |                                        |                                        |                                        |  |  |  |  |  |  |                                     |                                     |                                     |                                     |                                     |                                     |
|  |  |  |  |                                 |                                 |                                 |                                 |                                                                  |                                                                  |                                                                                              |                                                                  |                                                                  |                                                                  | Voedsel- en Warenautoriteit (2002) Keuringsdienst van Waren (2002–2006) Rijksdienst voor de keuring van Vee en Vlees (2002–2006) Algemene Inspectiedienst (2010–2011) Plantenziektenkundige Dienst (2010–2011) |                                             |                                             |                                             |  |  |                                                     |                                                     |                                                     |                                                     |                                                     |                                                     |  |  |  |  |                                        |                                        |                                        |                                        |                                        |                                        |  |  |  |  |  |  |                                     |                                     |                                     |                                     |                                     |                                     |
|  |  |  |  |                                 |                                 |                                 |                                 |                                                                  |                                                                  |                                                                                              |                                                                  |                                                                  |                                                                  | |                                             |                                             |                                             |  |  |                                                     |                                                     |                                                     |                                                     |                                                     |                                                     |  |  |  |  |                                        |                                        |                                        |                                        |                                        |                                        |  |  |  |  |  |  |                                     |                                     |                                     |                                     |                                     |                                     |
|  |  |  |  |                                 |                                 |                                 |                                 |                                                                  |                                                                  |                                                                                              |                                                                  |                                                                  |                                                                  | |                                             |                                             |                                             |  |  |                                                     |                                                     |                                                     |                                                     |                                                     |                                                     |  |  |  |  |                                        |                                        |                                        |                                        |                                        |                                        |  |  |  |  |  |  |                                     |                                     |                                     |                                     |                                     |                                     |
|  |  |  |  |                                 |                                 |                                 |                                 |                                                                  |                                                                  |                                                                                              |                                                                  |                                                                  |                                                                  | Nederlandse Voedsel- en Warenautoriteit (2012) |                                             |                                             |                                             |  |  |                                                     |                                                     |                                                     |                                                     |                                                     |                                                     |  |  |  |  |                                        |                                        |                                        |                                        |                                        |                                        |  |  |  |  |  |  |                                     |                                     |                                     |                                     |                                     |                                     |

### Voorgangers
De NVWA is het resultaat van een lange reeks fusies en reorganisaties van eerdere overheidsdiensten. Een van de voorgangers van de NVWA was de Keuringsdienst van Waren (KvW), opgericht in 1893. Deze fuseerde in 1990 met de Inspectie Levensmiddelen en de Inspectie Drankwet.
Bij de reorganisatie begin jaren 2000 heeft de nieuwe organisatie een tijdje Inspectie Gezondheidsbescherming geheten, en voor korte tijd ook Inspectie Waren en Veterinaire Zaken. Omdat voor publiek en bedrijven deze naamgeving tot veel onduidelijkheid leidde, is men teruggekeerd naar de Keuringsdienst van Waren.
De Voedsel- en Warenautoriteit (VWA) werd op 10 juli 2002 opgericht. Hierin werden de Keuringsdienst van Waren en de Rijksdienst voor de keuring van Vee en Vlees (RVV) ondergebracht. Deze twee organisaties hebben tot 2006 als werkmaatschappijen gewerkt binnen de VWA. Op 1 januari 2006 zijn KvW en RVV gefuseerd tot één landelijke autoriteit onder de naam Voedsel- en Warenautoriteit (VWA).
In juli 2006 wijzigde de methode van toezicht houden bij de VWA. Naar aanleiding van enquêtes onder ondernemers en het midden- en kleinbedrijf en ideeën van de eigen inspecteurs voert de VWA een beleid waarbij goed presterende ondernemingen een grotere eigen verantwoordelijkheid krijgen en ook minder worden gecontroleerd. Daartegenover staat dat ondernemingen die slecht de regels handhaven intensiever gecontroleerd worden.

### Fusie VWA, AID en PD
In 2007 besloot de regering tot de fusie van de VWA met de Algemene Inspectiedienst (AID) en de Plantenziektenkundige Dienst (PD). Daarmee hoopte het kabinet jaarlijks 50 miljoen euro te besparen.
Op 1 januari 2012 is de VWA gefuseerd met de AID en de PD tot de Nederlandse Voedsel- en Warenautoriteit (NVWA). In voorbereiding hierop was er sinds mei 2010 sprake van een onofficiële fusie en de drie fusiepartners werkten samen. In juridische zin bleven de VWA, AID en PD elk bestaan tot de fusie voltooid was.
De NVWA is in de loop der jaren geleidelijk aan gekrompen. Stuwende kracht hierachter was de wens van achtereenvolgende kabinetten voor een kleinere rijksoverheid, minder ambtenaren en bezuinigingen. Direct na de fusie op 1 januari 2012 was de formatie van de gefuseerde organisatie 2155 fte.
Op 29 oktober 2012 werd het Regeerakkoord van het kabinet-Rutte II gepubliceerd. Hierin werd het besluit opgenomen dat product- en bedrijfschappen zouden worden opgeheven en alle publieke taken en het medebewind van de Productschappen zouden worden overgeheveld naar het ministerie van Economische Zaken (EZ).
Op 20 november 2013 publiceerde de Algemene Rekenkamer een rapport waaruit bleek dat de met de fusie van de NVWA beoogde kostenbesparing een ernstige misrekening was. In plaats van jaarlijks 50 miljoen euro te besparen, kostte de dienst in 2012 juist 20 miljoen meer dan in 2007. Er was te weinig rekening gehouden met de nadelen die de fusie zou opleveren, het onderzoek was niet onafhankelijk uitgevoerd en door verdere bezuinigingen op banen bij de NVWA liep de consumentenbescherming gevaar. Staatssecretaris van Economische Zaken Sharon Dijksma kondigde daarop aan om met het ministerie van VWS te evalueren hoe het toezicht verbeterd kon worden, terwijl de Tweede Kamer wilde weten of de NVWA in haar toenmalige vorm wel geschikt was voor haar taak.

### Inspecteur-generaal
- 2012-2013: Wim Schreuders (vanaf 2009 inspecteur-generaal van de VWA)[6]
- 2013-2017: Harry Paul[7]
- 2017-2020: Rob van Lint[8][9]
- 2020-2021: Maarten A. Ruijs (Interim)[10]
- 2021-heden: Gerard Bakker[11]

## Recente ontwikkelingen
Onder meer naar aanleiding van voedselschandalen (paardenvlees dat werd verkocht als rund, gesjoemel met biologische eieren, poep in slachthuizen, met salmonella besmette zalm) besloot de politiek om minder te bezuinigen op de NVWA. Concreet werd de formatie zelfs iets uitgebreid.
In 2017 kwam de NVWA onder vuur te liggen vanwege haar rol in de fipronilcrisis. De laattijdige, gebrekkige en tegenstrijdige communicatie zorgden voor verwarring en onrust bij politici, consumenten(organisaties) en pluimveehouders. Toen de NVWA in dezelfde tijd kwam met een dreiging van boetes voor De Vegetarische Slager voor het gebruik van productnamen als 'vegetarische schnitzel" en "vegetarisch gehakt", waren bepaalde groeperingen hier niet blij mee.
In 2017 werd door het kabinet-Rutte III de organisatie ondergebracht bij het ministerie van Landbouw, Natuur en Voedselkwaliteit. Op 11 september 2017 kwam naar buiten dat de NVWA in 2018 25 miljoen extra kreeg naar aanleiding van de fipronilcrisis.
Op 13 januari 2020 publiceerde de NVWA een Wob besluit om informatie openbaar te maken over welzijnsschendingen over de periode vanaf 1 januari 2018 tot en met juli 2019. Uit de rapporten inclusief door inspecteurs gemaakt beeldmateriaal kwamen diverse misstanden naar voren, zoals dieren die bij bewustzijn naar vlamovens werden getransporteerd en door een inspecteur aangesproken medewerkers die geen actie ondernamen. Een andere inspecteur trof levende varkens aan die niet in staat waren op te staan door "uitglijden op een door mest, urine en voerresten superglad geworden vloer", bij een dier "was de bilnaad uitgescheurd".
In september 2021 bracht RTL een onderzoek naar buiten over de betrokkenheid van de VWA bij het listeriaschandaal-Offerman. Dit vleesverwerkende bedrijf rekte de houdbaarheidsdata van zijn producten op en schoot bovendien tekort in hygiëne. Dit was door de VWA geconstateerd in het voorjaar van 2017, maar het duurde dertig maanden voordat een nieuwe controle plaatsvond. Verkoop van het besmette vlees door met name Jumbo veroorzaakte zes sterfgevallen, twee miskramen en tientallen voedselvergiftigingen. De VWA gaf als verklaring dat ze niet overal tegelijk kon zijn.
De weigerachtige houding van de NVWA om de wet te handhaven, kwam haar in juli 2022 te staan op een correctie door het College van Beroep voor het bedrijfsleven. De stichting Varkens in nood legde bewijs over van het ontduiken van de wet door intensieve varkensmesterijen, maar de NVWA weigerde een controle uit te voeren.

## Wetenswaardigheden
- Sinds 2003 zendt de RVU op televisie het programma Keuringsdienst van Waarde uit, dat onafhankelijk journalistiek onderzoek doet naar de herkomst en achtergronden van productie (en distributie) van voedsel en waren in Nederland. Omdat dit verwarrend zou kunnen zijn met het werk van de Keuringsdienst van Waren heeft deze laatste in 2003 bij de rechter geprobeerd het programma dan wel de titel te laten verbieden, wat niet is gelukt.[20]
- De website www.nvwa.nl was tot medio 2012 in handen van de natuur- en vogelwacht de "Alblasserwaard".